# Taiwanische Badmintonmeisterschaft 1977
Die Taiwanische Badmintonmeisterschaft der Saison 1976/1977 war die 22. Auflage der nationalen Titelkämpfe von Taiwan im Badminton. Die Meisterschaft fand bereits 1976 statt.

## Titelträger
| Disziplin    | Sieger                        |
| ------------ | ----------------------------- |
| Herreneinzel | Chi Shyh-ching                |
| Dameneinzel  | Lim Shour                     |
| Herrendoppel | Cheng Chun-yen Chen Huo-chuan |
| Damendoppel  | Yu Yuk Geor Lim Shour         |
| Mixed        | Liao Kun-fu Lim Shour         |